# Tercera División de España 2020-21
La temporada 2020-21 de la Tercera División de España fue la 84.ª y última edición de la Tercera División, la cuarta categoría de las Ligas de fútbol de España, por debajo de la Segunda División B y por encima de las Divisiones Regionales.

## Sistema de competición
La competición de Tercera División se desarrolló en tres fases. La primera correspondió a la competición regular, la segunda abarcó tres fases específicas (Segunda Fase para Segunda División RFEF, Segunda Fase por la Fase Final para Segunda División RFEF y Segunda Fase por la Permanencia en Tercera División RFEF) y la tercera correspondió a la Fase Final de Eliminatorias a Segunda División RFEF / Play Off de Ascenso a Segunda División RFEF. 

### Primera Fase
La Primera Fase o Liga Regular (A y B) se configuró en 18 grupos divididos cada uno en dos subgrupos de 10 a 12 equipos denominados A y B. Los equipos participantes disputaron entre 18 y 22 jornadas y se enfrentaron a doble vuelta mediante el sistema de puntos.
Los clubes que se clasificaron en los tres primeros puestos de los 36 subgrupos accedieron a la Segunda Fase para Segunda División RFEF, los clasificados en los puestos del cuarto al sexto accedieron a la Segunda Fase por la Fase Final para Segunda División RFEF / Play Off de Ascenso a Segunda División RFEF y los clasificados del séptimo al último lugar accedieron a la Segunda Fase por la Permanencia en Tercera División RFEF. 
Los puntos obtenidos y los goles, tanto a favor como en contra, se arrastraron a la siguiente fase, de forma que cada equipo comenzó su fase correspondiente con los puntos y los goles obtenidos en la Primera Fase. En los grupos de 21 y 23 equipos se calculó el coeficiente, que también se arrastró a las fases específicas. 

### Segunda Fase
Hubo a continuación tres Segundas Fases específicas: 
- En la Segunda Fase para Segunda División RFEF (C) participaron los clubes clasificados en los tres primeros puestos de cada subgrupo. Los equipos que participaron en el subgrupo A se enfrentaron, a doble vuelta, a los que participaron en el subgrupo B pero no se enfrentaron a los equipos que participaron en su mismo subgrupo de la Fase Regular. Los dos primeros clubes clasificados de cada uno de los dieciocho grupos ascendieron directamente a Segunda División RFEF y los restantes participaron en la Fase Final de Eliminatorias a Segunda División RFEF / Play Off de Ascenso a Segunda División RFEF.
- En la Fase por el Play Off de Ascenso a Segunda División RFEF (D) participaron, en un total de 6 jornadas, los clubes clasificados del cuarto al sexto puesto de cada subgrupo. Los equipos que participaron en el subgrupo A se enfrentaron, a doble vuelta, a los que participaron en el subgrupo B pero no se enfrentaron a los equipos que participaron en su mismo subgrupo de la Fase Regular. Los dos primeros clubes clasificados de cada uno de los grupos se clasificaron para disputar la Fase Final de Eliminatorias a Segunda División RFEF / Play Off de Ascenso a Segunda División RFEF. Los clubes restantes pasaron a la Tercera División RFEF en la próxima temporada 2021 / 2022.
- Por último, en la Fase por la Permanencia en Tercera División RFEF (E) participaron los clubes clasificados del séptimo al último puesto de cada subgrupo en un total de 10 jornadas para los grupos de 21 y 22 y de 12 jornadas para los grupos de 23 y 24. Los equipos que participaron en el subgrupo A se enfrentaron, a doble vuelta, a los que participaron en el subgrupo B pero no se enfrentaron a los equipos que participaron en su mismo subgrupo de la Fase Regular. Los cuatro primeros clubes clasificados de cada grupo pasaron a la Tercera División RFEF y los restantes descendieron a Categoría Territorial. Se produjeron, por tanto, cinco descensos en los grupos de 21 equipos, 6 en los grupos de 22 equipos, 7 en los grupos de 23 equipos y 8 en los grupos de 24 equipos.

### Tercera Fase
La temporada en Tercera División acabó con la Fase Final de Ascenso a Segunda División RFEF / Play Off de Ascenso a Segunda División RFEF (F), que se desarrolló mediante el sistema de eliminatorias a partido único en el campo del equipo con mejor clasificación. Se disputó una Fase Final en cada grupo. Participaron los clasificados en las posiciones 3ª, 4ª, 5ª y 6ª de los Grupos C y los clasificados en 1ª y 2ª posición de los Grupos D y constó de tres eliminatorias (cuartos de final, semifinales y final).
El vencedor de cada una de las dieciocho finales ascendió a la Segunda División RFEF, además de los otros dos equipos que ascendieron de forma directa. Por tanto, hubo un total de 54 ascensos, 3 en cada uno de los 18 grupos de Tercera División.

## Promoción de ascenso a Segunda División RFEF
| Grupo I              | Grupo II              | Grupo III                      | Grupo IV             | Grupo V                       |
| -------------------- | --------------------- | ------------------------------ | -------------------- | ----------------------------- |
| C-3º Arosa S.C.      | C-3º L'Entregu C.F.   | C-3º C.D. Tropezón             | C-3º Sestao River    | C-3º Terrassa F.C.            |
| C-4º Polvorín F.C.   | C-4º E.I. San Martín  | C-4º A.D. Siete Villas         | C-4º C.D. Vitoria    | C-4º Girona F.C. "B"          |
| C-5º U.D. Somozas    | C-5º Real Avilés C.F. | C-5º Gimnástica de Torrelavega | C-5º Urduliz F.T.    | C-5º Cerdanyola del Vallès FC |
| C-6º Alondras C.F.   | C-6º C.D. Llanes      | C-6º U.M. Escobedo             | C-6º Pasaia K.E.     | C-6º E.C. Granollers          |
| D-1º C.D. Estradense | D-1º C.D. Tuilla      | D-1º S.R.D. Vimenor C.F.       | D-1º C.D. Anaitasuna | D-1º U.E. Sant Andreu         |
| D-2º C.D. Choco      | D-2º Caudal Deportivo | D-2º U.D. Sámano               | D-2º S.D. Deusto     | D-2º U.E. Vilassar de Mar     |

| Grupo VI                  | Grupo VII                    | Grupo VIII                 | Grupo IX                        | Grupo X                    |
| ------------------------- | ---------------------------- | -------------------------- | ------------------------------- | -------------------------- |
| C-3º C.F. Intercity       | C-3º C.D. Móstoles U.R.J.C.  | C-3º Atlético Astorga F.C. | C-3º U.D.C. Torredonjimeno      | C-3º C.D. Ciudad de Lucena |
| C-4º Elche Ilicitano C.F. | C-4º E.D. Moratalaz          | C-4º Burgos C.F. Promesas  | C-4º Antequera C.F.             | C-4º Xerez C.D.            |
| C-5º C.D. Roda            | C-5º A.D. Alcorcón "B"       | C-6º C.D.L. Júpiter Leonés | C-5º U.D. Almería "B"           | C-5º SC Puente Genil F.C.  |
| C-6º Atlético Saguntino   | C-6º Rayo Vallecano "B"      | D-1º Arandina C.F.         | C-6º El Palo F.C.               | C-6º A.D. Ceuta F.C.       |
| D-1º Villarreal C.F. "C"  | D-1º A.D. Torrejón C.F.      | D-2º C.D. Mirandés "B"     | D-1º Atlético Malagueño         | D-2º C.D. Utrera           |
| D-2º Silla C.F.           | D-2º C.F. Pozuelo de Alarcón | D-3º Real Ávila C.F.       | D-2º Juventud Torremolinos C.F. | D-3º C.D. Pozoblanco       |

| Grupo XI                    | Grupo XII               | Grupo XIII                  | Grupo XIV           | Grupo XV                 |
| --------------------------- | ----------------------- | --------------------------- | ------------------- | ------------------------ |
| C-3º C. F. Playas de Calviá | C-3º U.D. San Fernando  | C-3º Mar Menor F.C.         | C-3º C.D. Coria     | C-3º Beti Kozkor K.E.    |
| C-4º S. D. Formentera       | C-4º S.D. Tenisca       | C-4º F.C. Cartagena "B"     | C-4º Moralo C.P.    | C-4º C.D. Ardoi          |
| C-5º C. E. Constància       | C-5º C.D. Atlético Paso | C-5º Racing Murcia F.C.     | C-5º C.D. Diocesano | C-5º Atlético Cirbonero  |
| C-6º P. E. Sant Jordi       | D-1º C.D. Buzanada      | D-1º F.C. La Unión Atlético | C-6º Jerez C.F.     | C-6º C.D. Valle de Egüés |
| D-1º R. C. D. Mallorca "B"  | D-2º C.D. Tenerife "B"  | D-2º Cartagena F.C.-UCAM    | D-1º U.P. Plasencia | D-1º C.D. Pamplona       |
| D-2º C. D. Santañí          | D-3º C.D. Santa Úrsula  | D-3º U.D. Los Garres        | D-2º C.D. Miajadas  | D-2º C.D. Huarte         |

| Grupo XVI                   | Grupo XVII            | Grupo XVIII                  |
| --------------------------- | --------------------- | ---------------------------- |
| C-3º C.D. Alfaro            | C-3º S. D. Huesca "B" | C-3º C.D. Toledo             |
| C-4º U.D. Logroñés Promesas | C-4º C.D. Cuarte      | C-4º Atlético Albacete       |
| C-5º C.D. Anguiano          | C-5º C.D. Belchite 97 | C-5º C. D. Quintanar del Rey |
| C-6º C.D. Varea             | C-6º Utebo F.C.       | C-6º C.D. Torrijos           |
| D-1º C.D. Calahorra "B"     | D-1º U. D. Barbastro  | D-1º C.D. Guadalajara        |
| D-2º C. D. Arnedo           | D-2º C.D. Binéfar     | D-2º C.D. Tarancón           |

|  | Clasificados ( si obtuvo el ascenso) |